# Reino de Guirico
Guirico (em francês: Gouiriko/Gouirico; em diúla: Gwiriko; lit. "ao fim de uma longa etapa") foi um reino dos séculos XVIII-XIX fundado por Famagã Uatara em territórios hoje pertencentes a Burquina Fasso e com sede em Bobo Diulasso. Foi fundado em 1714 por Famagã Uatara, irmão de Secu Uatara, fundador do Império de Congue em 1710, emulando o reino de Secu. Desde sua fundação foi independente de Congue, mas manteve-se em aliança. Famagã faleceu em 1729 e foi sucedido por Famagã Tiebá, que realizou uma série de expedições conjuntas com Congue, no que seria o apogeu do poderia dos uataras de Congue e Guirico.
Sob Querê Massa, os povos submissos iniciam várias revoltas contra a autoridade deste reino, mas Querê foi capaz de reprimi-los, assim como seu sucessor Magã Ulé. Já sob Diori Uatara, contudo, os uataras começam a perder a capacidade de responder à pressão dos revoltosos e nas décadas subsequentes Guirico entra num lento declínio, que culmina na conquista pelos franceses em 1897.

## História
Em 1710, Secu Uatara assumiu o controle da cidade de Congue e expandiu sua influência, criando o Império de Congue. Por volta de 1714, seu irmão Famagã Uatara estabeleceu o Reino de Guirico ao redor de Bobo Diulasso, como réplica de Congue, na região banhada pelo rio Banifingue, subafluente do Níger, do Comoé e do Volta Negro. A sua posição era estratégica, pois os últimos dois cursos d'água possuíam jazidas de ouro em seu curso médio ou inferior e o primeiro levava ao Bani pela região de Jené, a cidade por onde as caravanas de comércio atravessavam. Desde a fundação, foi independente de Congue. e a ele estavam sujeitos os tiefos, bobôs e Buamu (o país dos buabas). Com a morte de Famagã em 1729, foi sucedido por Famagã Tiebá (r. 1729–1742). Na década de 1730, várias expedições foram feitas com exércitos de Guirico e Congue. Em novembro de 1739, segundo uma crônica árabe escrita em Tombuctu, Famagã, seu primo Querê Mori e Bamba conduziram expedição contra Jené, hoje no Mali.
No caminho, dizimaram resistentes miniancas e tomaram pequenas cidades em torno de Jené sem atacá-la diretamente. Moveram-se para Sofara, no rio Bani, onde derrotaram o exército enviado pelo paxá de Tombuctu. Depois, conduziram expedição a oeste, onde atacaram o bamana Mamari Bitom em Segu, conduziram guerra em Fuladugu e voltaram ao Volta Negro. Sob Querê Massa (r. 1742–1749), Guirico foi convulsionado por uma série de revoltas dos povos submissos ao império, as quais suprimiu com violência. Sob Magã Ulé (r. 1749–1809), mais revoltas eclodiram, como a do gurgo bua de Sã em 1754, mas reimpôs seu poder com sua cavalaria rápida armada com rifles e subjugou os mossis no sudoeste. Sob seu filho Diori Uatara (r. 1809–1839), Guirico começa a perder sua capacidade de deter revoltas e várias secessões se seguem entre os tiefos, bolons e bobô-diúlas;  Diori faleceu na batalha de Motrocu contra tropas do Reino de Quenedugu (ca.  1825–1898). Sob Baco Moru (r. 1839–1851), o declínio foi momentaneamente interrompido com sua aliança com os tiefos e bobô-diúlas para esmagar as forças de Quenedugu em Uleni, onde o futuro fama Tiebá Traoré (r. 1866–1893) foi capturado e vendido como escravo.
Sob os fagamas seguintes, o poderio de Guirico esfacelou-se por completo, com a perda de sua capital sob Ali Diã Uatara (r. 1854–1878) e a autoridade se restringindo ao controle de apenas algumas vilas sob Cocoroco Diã Uatara (r. 1878–1885). Sob Sabana Uatara (r. 1885–1892), o fagama viveu junto dos guerreiros dorobés de Dandé (na estrada entre Jené e Bobo Diulasso), a quem usou para suprimir revoltas e castigar aldeias rebeldes do planalto de Taguara. Sob Tiebá Niandané (r. 1892–1897), o reino estava sob ataque de todos os lados e o fagama foi substituído pelos invasores franceses por Pintiebá Uatara (r. 1897–1909), que desejava colaborar consigo. Para tal finalidade, Pintiebá reuniu-se com o comandante militar Paul Constant Caudrelier em Diebugu em 1897, onde combinaram que o primeiro ajudaria os franceses a tomarem Bobo Diulasso se fosse admitido fagama, algo que foi aceito, mas seu poder só foi nominal. Caramoco Ulé Uatara (r. 1909–1915) foi o último a reter tal título em Guirico, mas em seu tempo o reino sequer existia e o uso foi nominal.

## Fagamas
- Famagã Uatara (r. 1714–1729)[14]
- Famagã Tiebá Uatara (r. 1729–1742)[14]
- Querê Massa Uatara (r. 1742–1749)[2]
- Magã Ulé Uatara (r. 1749–1809)[2]
- Diori Uatara (r. 1809–1839)[10]
- Baco Moru Uatara (r. 1839–1851)[10]
- Laganfielá Moru Uatara (r. 1851–1854)[14]
- Ali Diã Uatara (r. 1854–1878)[11]
- Cocoroco Diã Uatara (r. 1878–1885)[11]
- Sabana Uatara (r. 1885–1892)[14]
- Tiebá Niandané Uatara (r. 1892–1897)[14]
- Pintiebá Uatara (r. 1897–1909)[14]
- Caramoco Ulé Uatara (r. 1909–1915)[14]